# Фемдом
Фемдом (англ. FemDom от female ‘женщина’ и domination ‘доминирование’) — термин, указывающий на доминирующую роль женщины над мужчиной либо другой женщиной, главным образом в сексуальном контексте. Проявляется как демонстративно-подчинённое положение мужчины (раб, слуга) по отношению к женщине: «Госпожа», «Хозяйка», «Мистресс» (от англ. mistress).
Фемдом является одной из составных частей субкультуры БДСМ наряду с мейлдомом (мужским доминированием).

## Психологические аспекты
Фемдом часто выступает в качестве одной из БДСМ-практик. При этом в паре с мужчиной у партнеров присутствует комплекс специфических морально-психологических переживаний. Психологическое удовольствие возникает в результате расширения спектра эмоциональных переживаний во время сексуального контакта. Может применяться страпон для доминирования женщины над мужчиной.
Тема фемдома встречается в эротической фотографии, изобразительном искусстве. Элементы фемдома нередко используются в качестве фрагментов сюжета в художественной литературе и кино.

## Фемдом в аниме
Элементы фемдома появляются в:
- ×××HOLiC
- Kaibutsu Oujo
- Zero no Tsukaima
- MM!
- Prison School

## Фемдом в художественной литературе
Описание различных вариаций фемдома можно встретить как в литературных произведениях прошлого и позапрошлого веков, так и в современной прозе.
К первым можно отнести:
- Леопольд фон Захер-Мазох, роман «Венера в мехах»;
- Эрих Мария Ремарк, роман «Чёрный обелиск»;
- Ксавьера Холландер, роман «Счастливая проститутка»[4].

Тема фемдома появляется и в произведениях современной русскоязычной литературы — например, Андрей Гусев «Role Plays в зрелом возрасте», «Роман с писателем в стиле femdom» (2018), а также у других прозаиков.